# Фішер Дмитро Вільгельмович
Дмитро́ Вільге́льмович Фі́шер (8 березня 1973 — 5 червня 2022) — український військовослужбовець, підполковник ЗСУ, військовий льотчик 1 класу, учасник російсько-української війни, що відзначився і загинув під час російського вторгнення в Україну 2022 року. Герой України (2025, посмертно).

## Життєпис

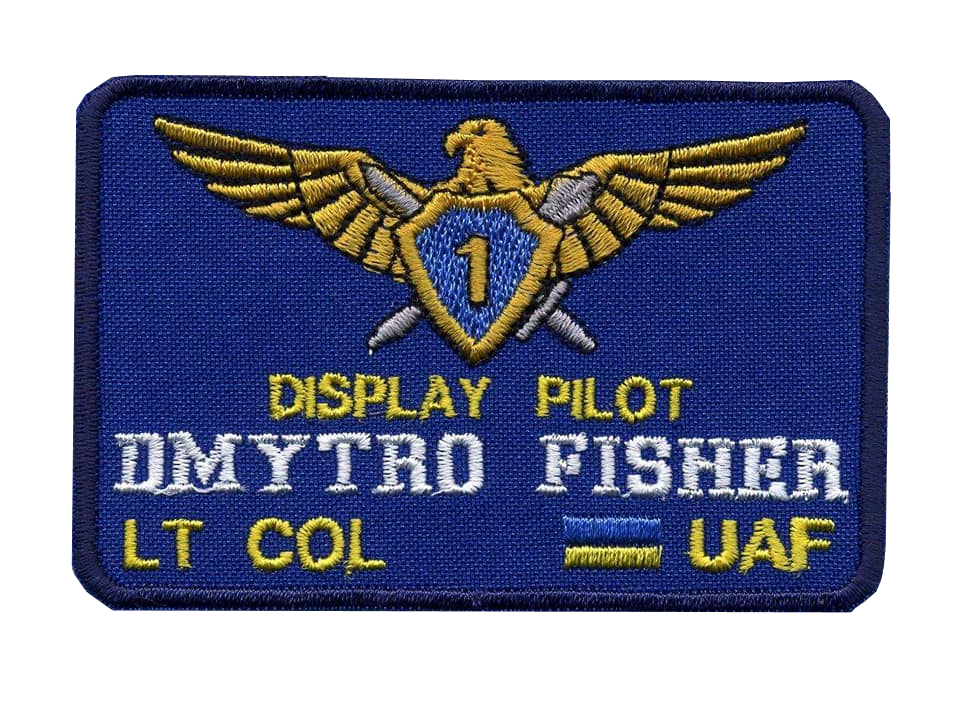
Іменний шеврон Дмитра Фішера

Дмитро Фішер народився 8 березня 1973 року. Після закінчення середньої школи 1990 року вступив до Чернігівського вищого військового авіаційного училища льотчиків. Того року у льотному училищі відновили навчання на бойових літаках четвертого покоління: почали вивчати МіГ-29. Тому вирішив стати пілотом Су-27. Для цього юний пілот спеціально їздив на базу Су-27 у Миргороді до розподілу, щоб на нього надіслали запит. Тому після закінчення училища 1994 року його відправили саме в Миргород пілотом винищувача Су-27.
2011 року літав на навчаннях «Безпечне небо» як у супроводі, так і для навчання повітряним боям проти F-16.
2012 року закінчив Харківський університет Повітряних Сил України. 2013-го обіймав посаду командира ланки, потім — командира авіаційної ескадрильї 831-ої бригади тактичної авіації (в/ч 1356) повітряного командування «Центр» Повітряних Сил ЗС України, який базується у Миргороді на Полтавщині.
На самому початку війни з Росією 2014 року льотчик на Су-27 перехопив російський турбогвинтовий літак радіоелектронної розвідки Іл-20, який порушив повітряний простір України південніше Донецька. Тримаючи його у межах видимості, мав запустити ракету, але отримав жорсткий наказ зброю не застосовувати, щоб росіяни не використали це як привід для повномасштабної війни.
У серпні 2017 року український пілот на літаку Су-27 демонстрував свою пілотажну програму в польському місті Радом на міжнародному авіаційному показові «International Airshow-2017», отримавши подяку від президента Польщі. Того ж року на британському авіашоу The Royal International Air Tattoo-2017 в складі української команди отримав приз «Найкращий показ фігур вищого пілотажу серед країн, які не є членами НАТО».
2017 року обіймав посаду заступника командира 40-ї бригади тактичної авіації Повітряних Сил ЗС України.
Після повномасштабного вторгнення РФ до України Фішер перебував на передовій, брав участь у звільненні Київщини, Сумщини, Харківщини та о. Зміїний. Загинув 5 червня 2022 року під час виконання бойового завдання поблизу Оріхова Запорізької області. Протягом 1,5 років вважався зниклим безвісти.
На початку лютого 2024-го розвідники спецпідрозділу ГУР евакуювали тіло пілота з місця падіння літака. У березні експертиза ДНК підтвердила особу загиблого льотчика. 28 березня 2024 року відбулося поховання в Миргороді.

## Нагороди
- Звання Герой України з удостоєнням ордена «Золота Зірка» (8 липня 2025, посмертно) — за особисту мужність і героїзм, виявлені у захисті державного суверенітету та територіальної цілісності України, самовіддане служіння Українському народові[13].
- Орден Богдана Хмельницького III ст. (7 квітня 2022) — за особисту мужність і самовіддані дії, виявлені у захисті державного суверенітету та територіальної цілісності України, вірність військовій присязі[14].
- Медаль «За військову службу Україні» (6 грудня 2013) — за значний особистий внесок у зміцнення обороноздатності Української держави, зразкове виконання військового обов'язку, високий професіоналізм та з нагоди Дня Збройних Сил України[15].
- Медаль «За бездоганну службу» III ст. (5 серпня 2016) — за особисту мужність і високий професіоналізм, виявлені у захисті державного суверенітету та територіальної цілісності України, зразкове виконання військового обов'язку та з нагоди Дня Повітряних Сил Збройних Сил України[16]